# Europese Democraten
Europese Democraten (ED) was een fractie in het Europees Parlement.

## Geschiedenis
De fractie Europese Democraten werd gevormd na de verkiezingen voor het Europees Parlement in 1979.  De grondslag van de fractie was conservatisme. De fractie bestond voor een belangrijk deel uit afgevaardigden van de Britse Conservative Party.
Op 1 mei 1992 fuseerde de fractie met de fractie van de Europese Volkspartij. De naam van de nieuwe fractie werd Europese Volkspartij en Europese Democraten.
Europese Democraten was geen officiële Europese politieke partij.

## Leden
| Land                | Nationale partij            | Zetels | Zetels | Zetels |
| Land                | Nationale partij            | 1979   | 1984   | 1989   |
| ------------------- | --------------------------- | ------ | ------ | ------ |
| Denemarken          | Det Konservative Folkeparti | 3      | 4      | 2      |
| Spanje              | Partido Popular             | -      | -/16   | -      |
| Verenigd Koninkrijk | Conservative Party          | 60     | 45     | 31     |
| Verenigd Koninkrijk | Ulster Unionist Party       | 1      | 1      | 1      |
| totaal              | totaal                      | 64     | 50/66  | 34     |